# Astano

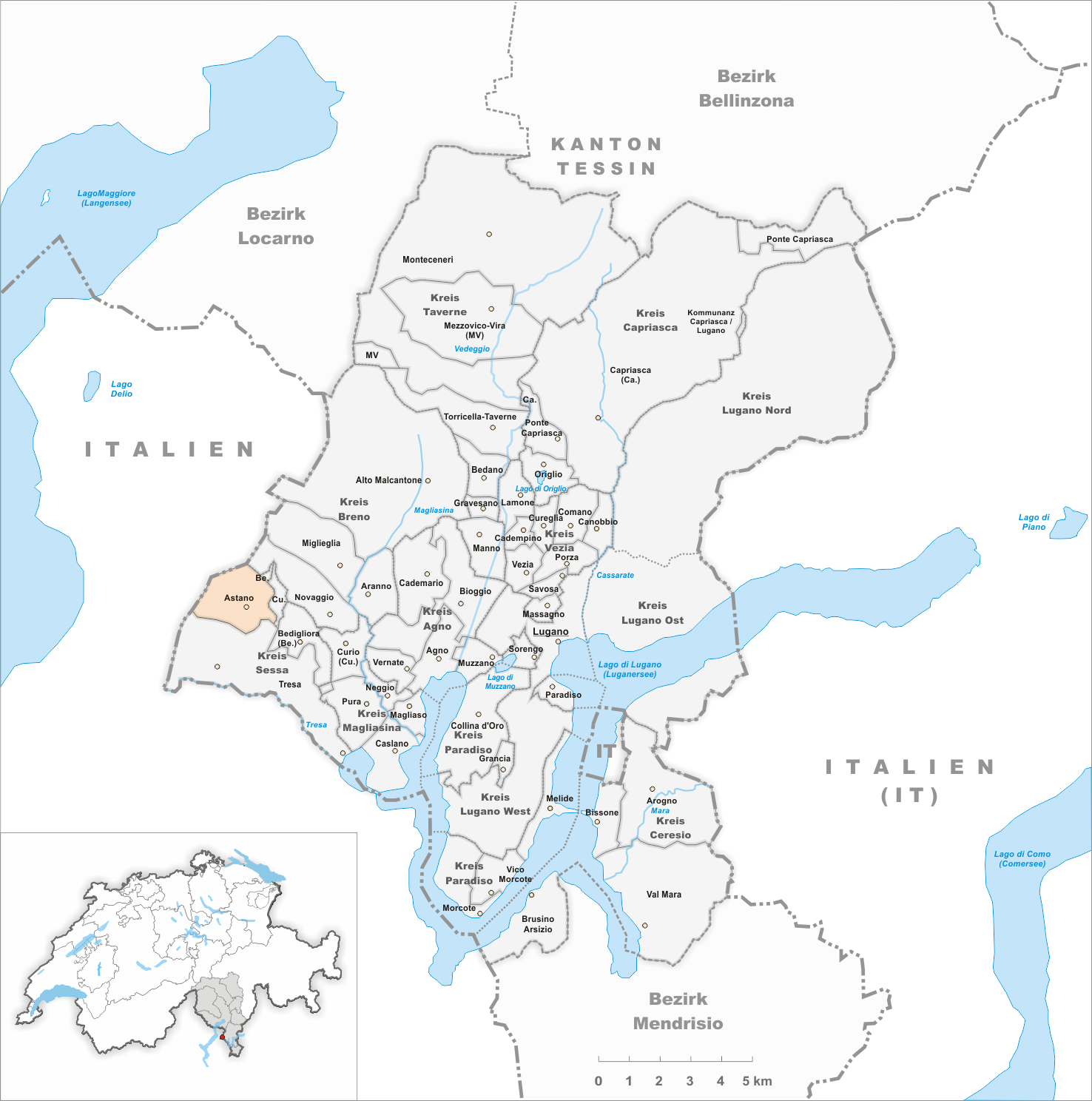
Gemeindestand bis zur Fusion am 6. April 2025

Astano ist ein Dorf in der Gemeinde Lema im Schweizer Kanton Tessin. Es liegt im mittleren Malcantone und gilt als Klimakurort. Bis zum 6. April 2025 bildete es eine eigenständige Gemeinde.

## Geographie
Astano liegt zwischen dem Luganersee und dem Lago Maggiore auf einer rund 630 m ü. M. gelegenen Südhangterrasse, am Fuss des wasserreichen Rogöriahanges, unterhalb des Monte Lema, an der schweizerisch-italienischen Grenze. Der höchste Punkt der Gemeinde ist mit 1184 m ü. M. der Monte Rogoria (auch Monte Rogorio oder Motto Croce genannt), der tiefste liegt auf rund 445 m ü. M. in der Lisoraschlucht, unterhalb des Weilers La Costa.
Astano grenzt an die Gemeinden Tresa, Novaggio, Dumenza (IT-VA) sowie an Exklaven der ehemaligen Gemeinden Curio (Bombinasco) und Bedigliora (Alpe di Monte, Prati di Campo). Das Gemeindegebiet nimmt eine Fläche von 3,8 km² ein, wovon 82,2 % bewaldet und 8,9 % besiedelt sind. Weitere 8,6 % werden landwirtschaftlich genutzt. Astano ist Ausgangspunkt zahlreicher Wanderwege durch das Malcantone und verfügt mit dem Laghetto über einen kleinen See, in dem gebadet und geangelt werden kann.

## Geschichte
Der heutige Gemeindename geht auf die historischen Namensformen «Stano» beziehungsweise «Astanum» zurück. Es wird vermutet, dass diese wiederum auf das italienische Wort «stagno» zurückzuführen sind, was auf Deutsch «Weiher» oder «Teich» bedeutet und die frühere Bezeichnung des heutigen Laghetto war.
Die Abtei San Pietro in Ciel d’Oro aus Pavia muss in Astano bereits vor 1244 über Besitzungen verfügt haben. Ab dem 13. Jahrhundert bestand im Ort ein Humiliatenkloster, das 1272 mit der Propstei Sant’Antonio von Lugano vereinigt wurde. Es wurde in der zweiten Hälfte des 15. Jahrhunderts aufgegeben, worauf sein Besitz an das Humiliatenkloster Santa Caterina in Lugano übertragen wurde. Auch die Mönche von Astano mussten damals nach Lugano ziehen. 1848 hob die Tessiner Regierung auch das Kloster in Lugano auf.
Nachdem Astano 1612 zur selbständigen Pfarrei geworden war, wurde 1636–1654 die Pfarrkirche Santi Pietro e Paolo (San Pietro genannt) errichtet. Der Bau erfolgte auf den Fragmenten einer 1444 erstmals erwähnten Kapelle. Im 17. Jahrhundert war die Gemeinde stark von der Pest betroffen, der ein beträchtlicher Teil der Bevölkerung zum Opfer fiel. Zur Erinnerung an diese Zeit wurde 1687 im Friedhof der Kirche eine bis heute erhaltene Pestsäule errichtet.
Im Ortsteil Erbágn wurde im 19. Jahrhundert gewerbsmässig Torf gestochen. Dieser wurde zu Torfkoks veredelt, zunächst nach Luino und dann auf dem Wasserweg weiter nach Mailand transportiert. Heute steht das frühere Abbaugebiet als Hochmoor von nationaler Bedeutung unter dem Schutz der Bundesverfassung. Das unmittelbar neben Erbágn liegende Gebiet Rivasoo wurde während des Zweiten Weltkriegs von internierten polnischen Soldaten gerodet und entsumpft.
Um die Wende vom 19. zum 20. Jahrhundert begann sich im Malcantone der Tourismus zu entwickeln. Dabei spielte der Deutsche Rudolf Fastenrath eine wichtige Rolle. Er eröffnete in Magliaso ein Verkehrsbüro und machte das Tessin im deutschsprachigen Raum mit reich bebilderten touristischen Publikationen bekannt. Viele der darin enthaltenen Fotografien zeigen Dorfszenen aus Astano und gelten heute als wichtige historische Quellen. Die Aufnahmen wurden fast ausschliesslich von Eugen Schmidhauser gemacht, einem gebürtigen Aargauer und Kollegen Fastenraths, der 1920 mit seiner Frau das Hotel Albergo della Posta in Astano von seinem Schwiegervater übernahm. Von 1932 bis 1949 war er Gemeindepräsident von Astano.
Wie viele Tessiner Grenzdörfer war auch Astano ein Transitort für den Schmuggel. Da bis zu Beginn der 1940er-Jahre primär Waren aus der Schweiz nach Italien geschmuggelt wurden, errichtete der italienische Staat auf seinem Territorium ab den 1890er-Jahren eine ausgedehnte Grenzsperranlage, die im Volksmund «la Ramina» genannt wird. Bei Astano verlief sie rund 100 Meter hinter der eigentlichen Grenze und bestand aus vier hintereinander gezogenen zwei Meter hohen Stacheldrahtzäunen, die mit Drahtspiralen miteinander verbunden waren, an denen kleine Glocken hingen. Der Fussweg nach Dumenza war mit einem Tor und einem Wachhaus gesichert. Die Überreste der Grenzsperranlage sind bis heute gut zu erkennen. Der Faschist der ersten Stunde Dino Alfieri flieht in der Nacht vom 23. Oktober 1943 bei Astano in die Schweiz. Er meldet sich frühmorgens bei der Polizei in Lugano.
In der Gemeinde wurde zeitweise Gold abgebaut. Erste Versuche eine kommerzielle Goldmine zu betreiben scheiterten im 19. Jahrhundert. Im Jahr 1937 wurde der Betrieb der Goldminen von Astano durch die Firma Costano AG wieder aufgenommen. Dabei wurden die Anlagen und Stollen deutlich erweitert und ausgebaut. Ab dem Zweiten Weltkrieg wurde der Betrieb jedoch nur noch stark eingeschränkt und unregelmässig aufrechterhalten und im Jahr 1961 endgültig eingestellt. Der verschlossene Eingang des Stollens «Alle Bolle» und ein dazugehöriges Betriebsgebäude sind als Ruinen nach wie vor vorhanden und liegen rund 300 Meter südwestlich des heutigen Campingplatzes Parco d’oro. Ein weiterer, etwas grösserer Stollen des früheren Unternehmens liegt beim Weiler La Costa auf dem Gebiet der Gemeinde Sessa und ist im Rahmen von touristischen Führungen zugänglich.
Im Jahr 2004 lehnten es die stimmberechtigten Einwohner von Astano, Bedigliora, Curio, Miglieglia und Novaggio mit 56,5 Prozent Nein-Stimmen ab, sich zur neuen Gemeinde Medio Malcantone zusammenzuschliessen.
Am 26. November 2023 wurde in einer konsultativen Volksabstimmung der Vorschlag angenommen, mit den Nachbargemeinden Bedigliora, Curio, Miglieglia und Novaggio zur neuen Gemeinde Lema zu fusionieren und damit die rund 20 Jahre zuvor abgelehnte Idee wieder aufzugreifen. Die Fusion wurde am 6. April 2025 vollzogen. Die Bildung der neuen Gemeinde Lema wurde am 6. April 2025 vollzogen.
Astano bildet nach wie vor eine eigenständige Bürgergemeinde.

## Bevölkerung
Einwohnerzahlen: Volkszählungsdaten

## Wirtschaft
Die überwiegende Mehrheit der erwerbstätigen Einwohner Astanos arbeitet ausserhalb der Gemeinde – darunter insbesondere in Lugano und Umgebung. In Astano selber stellen der Tourismus beziehungsweise die Gastronomie die wichtigsten Arbeitgeber dar. Neben zwei Campingplätzen, einer Badeanstalt und den damit verbundenen Infrastrukturen existieren in Astano noch die Osteria Mena, das Ristorante Elvezia mit eigener Bocciabahn und das seit dem 18. Jahrhundert bestehende Hotel Albergo della Posta, das Mitglied bei Swiss Historic Hotels ist. Zudem bieten mehrere Privatpersonen Bed and Breakfast an. Daneben sind im Dorf diverse weitere kleinere Gewerbe ansässig, darunter ein Coiffeur- und ein Malergeschäft. Die Versorgung mit Postdienstleistungen wird durch eine Agentur der Post im Gemeindehaus sichergestellt. In beschränktem Rahmen wird in Astano auch Weinbau betrieben. In diesem Zusammenhang besteht im Dorf eine kleine, genossenschaftlich betriebene Brennerei, in der unter anderem Grappa hergestellt wird.

## Verkehr
Astano kann auf dem Strassenweg entweder über Magliaso, Pura und Novaggio oder über Sessa erreicht werden. Die rund 17 Kilometer lange Fahrt von Lugano nach Astano dauert mit dem Auto ungefähr eine halbe Stunde. Ab dem Flughafen Lugano dauert die Fahrt rund 20 Minuten. Eine ursprünglich geplante Strasse, die von Astano nach Dumenza in Italien führen sollte, endet an der Staatsgrenze und wurde auf italienischer Seite wegen des steilen Geländes nie vollendet. Mit dem Postautokurs 426 von Novaggio über Astano nach Sessa ist das Dorf an den öffentlichen Verkehr angebunden. Die Fahrt von Lugano nach Astano mit öffentlichen Verkehrsmitteln beinhaltet zweimaliges Umsteigen in Magliaso und Novaggio.

## Sehenswürdigkeiten
Das Dorfbild ist im Inventar der schützenswerten Ortsbilder der Schweiz (ISOS) als schützenswertes Ortsbild der Schweiz von nationaler Bedeutung eingestuft.
Die Pfarrkirche Santi Pietro e Paolo aus dem Jahr 1654 thront östlich über dem Dorfrand. Sie ist von der Via Crucis, einem Kapellenkranz aus den Jahren 1806–1815 umgeben. Vor dem Kirchenportal steht ein 1721 errichtetes Beinhaus mit einem von toskanischen Säulen getragenen Portikus und Fresken aus der zweiten Hälfte des 18. Jahrhunderts.
Das historische Zentrum Astanos mit gut erhaltenen Gassenräumen weist die Form eines Haufendorfs auf. An der Fassade des Hotels Albergo della Posta hat sich ein stuckgerahmtes Muttergottesfresko aus dem Jahr 1767 erhalten. Ebenfalls im alten Dorfkern steht das dreigeschossige Wohnhaus Convento vecchio. Der aus dem 17. Jahrhundert stammende Bau verfügt über einen polygonalen Binnenhof mit Loggien. Das aus demselben Jahrhundert stammende viergeschossige Wohnhaus Ca’ da Roma ist primär wegen seiner dreiteiligen Säulenloggien bekannt. Weitere sehenswerte Wohnhäuser sind das Casa Antonietti aus dem frühen 16. Jahrhundert mit seinen Arkaden im Erdgeschoss und den Kolonnaden in den Obergeschossen, die Villa Demarchi aus dem Jahr 1892 am westlichen Dorfrand, sowie ein weiteres Wohnhaus am nördlichen Dorfrand aus dem 19. Jahrhundert, das Doktorenhaus genannt wird. Es wurde von Anselmo Trezzini mit Scheinarchitektur und floralen Motiven versehen.
Zu den Überresten des ehemaligen Humiliatenklosters aus dem 13. Jahrhundert gehört die Kapelle Sant’Antonio Abate. Die Wandmalerei von Pietro Lozzio im Chor zeigt den Titelheiligen Antonius den Grossen. Beim Weiler La Costa steht das Oratoriumn Sant’Agata, das 1665 als Erweiterung einer älteren Kapelle errichtet wurde. Der Bau des heutigen Gebäudes wurde 1665 beschlossen, als Umbau einer bestehenden Kapelle. Um 1970 wurde das Dach mit Ziegeln neu gedeckt. Ende der 1980er-Jahre wurde das Innere restauriert und ein kleiner Friedhof neben der Kirche angelegt. Die Fassade ist mit einem Fresko der Heiligen Agatha, der Märtyrerin, geschmückt. Besonders bemerkenswert ist ein Altarbild, das die heilige Agatha mit dem Evangelisten Markus und dem heiligen Antonius von Padua darstellt und von Ambrogio Pellegrino Ghisleberto signiert ist. Das Werk, das von der Familie Demarchi in Auftrag gegeben wurde, stammt aus dem Jahr 1668. Die anderen Gemälde in der Kirche sind etwas später entstanden: Die Geburt Jesu stammt aus dem Jahr 1670 und das Martyrium der Heiligen Eurosia von Jaca aus dem Jahr 1673. Im Oratorium befindet sich auch das Porträt von Nicolò Rusca, dem ehemaligen Pfarrer von Sessa und späteren Erzpriester von Sondrio, der in Thusis den Märtyrertod erlitt. Schliesslich wurde das Chorgewölbe um die Wende zum 20. Jahrhundert mit Fresken versehen.
Am nördlichen Dorfrand steht zwischen der Kapelle Sant’Antonio Abate und dem Wald der teilweise erhaltene historische Wohnturm Casaforte di Astano. Da keine urkundliche Erwähnung nachgewiesen ist, liegen die Hintergründe der Entstehung des Gebäudes noch weitgehend im Dunkeln.
Von den beiden Hügeln Monte Rogoria (1184 m ü. M.) und Monte Clivio (739 m ü. M.) aus hat man eine gute Aussicht über die weitere Umgebung und den Lago Maggiore. Bei guter Sicht ist auch das Monte-Rosa-Massiv zu sehen. Während sich der Gipfel des Monte Rogoria in Astano befindet, liegt derjenige des Monte Clivio rund 250 Meter in nordwestlicher Richtung von der Gemeindegrenze entfernt in Dumenza (Italien). Auf dem Weg zum Gipfel befindet sich ein paläolithischer Schalenstein mit Kreuzen und Figuren. Ungefähr in der Mitte zwischen dem Monte Clivio und dem Dorfkern Astanos liegt der kleine See Laghetto. Ebenfalls sehenswert ist der Wasserfall Froda, der bei der Gemeindegrenze zu Bombinasco oberhalb der Kantonsstrasse rund 50 Meter in die Tiefe stürzt.

## Kultur
- Le edizioni del Convento vecchio[42]
- Galleria Còrt du Lèon[43]
- Mappa della miniera di Sessa e Astano auf lanostrastoria.ch

## Persönlichkeiten
Zu den bekannten Persönlichkeiten aus Astano gehört der 1670 geborene Architekt Domenico Trezzini, der zu Beginn des 18. Jahrhunderts den Bau der vom russischen Zaren Peter dem Grossen in Auftrag gegebenen Stadt Sankt Petersburg leitete.

## Bilder

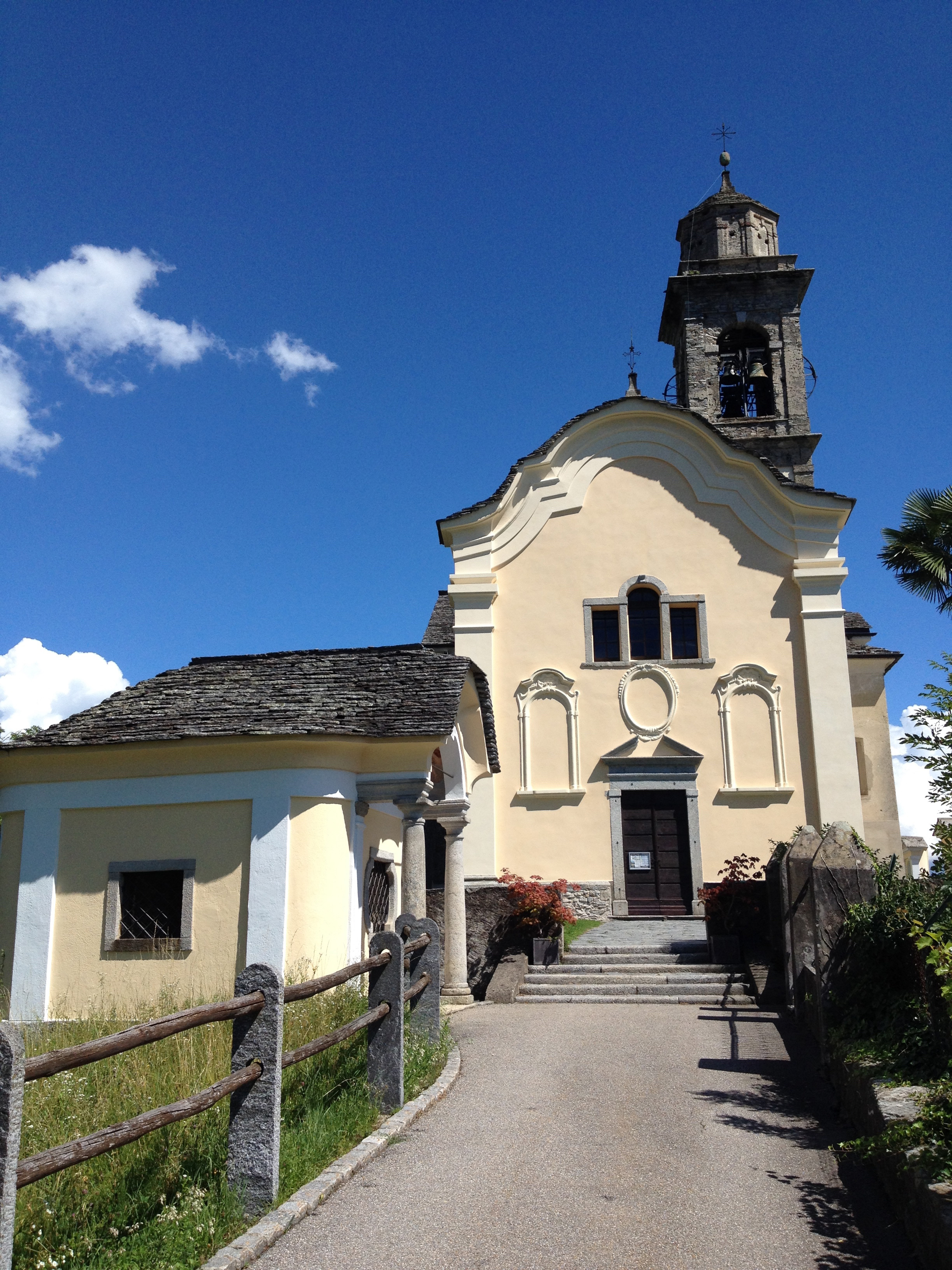
Pfarrkirche Santi Pietro e Paolo mit Beinhaus in Vordergrund
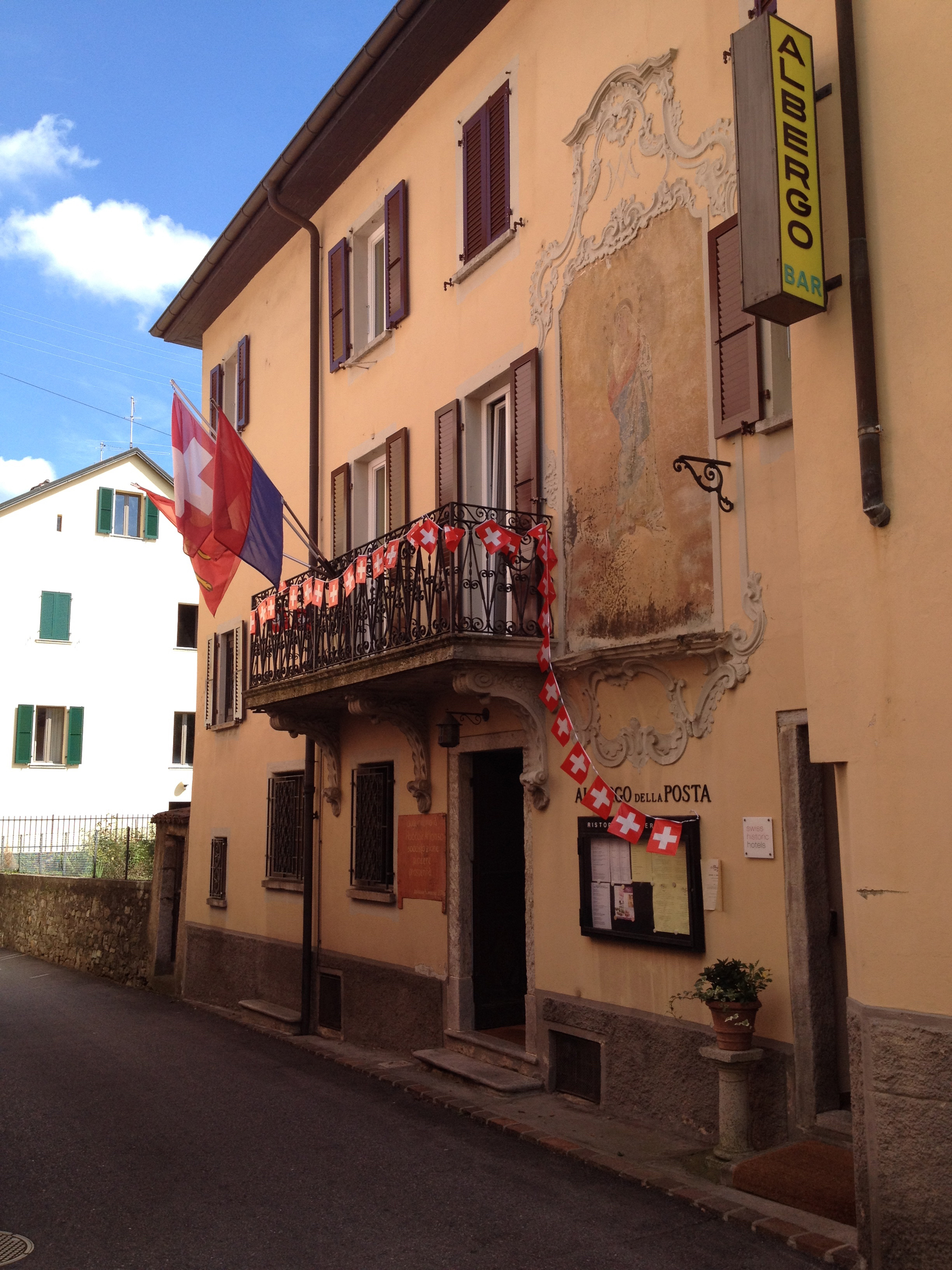
Das Hotel Albergo della Posta
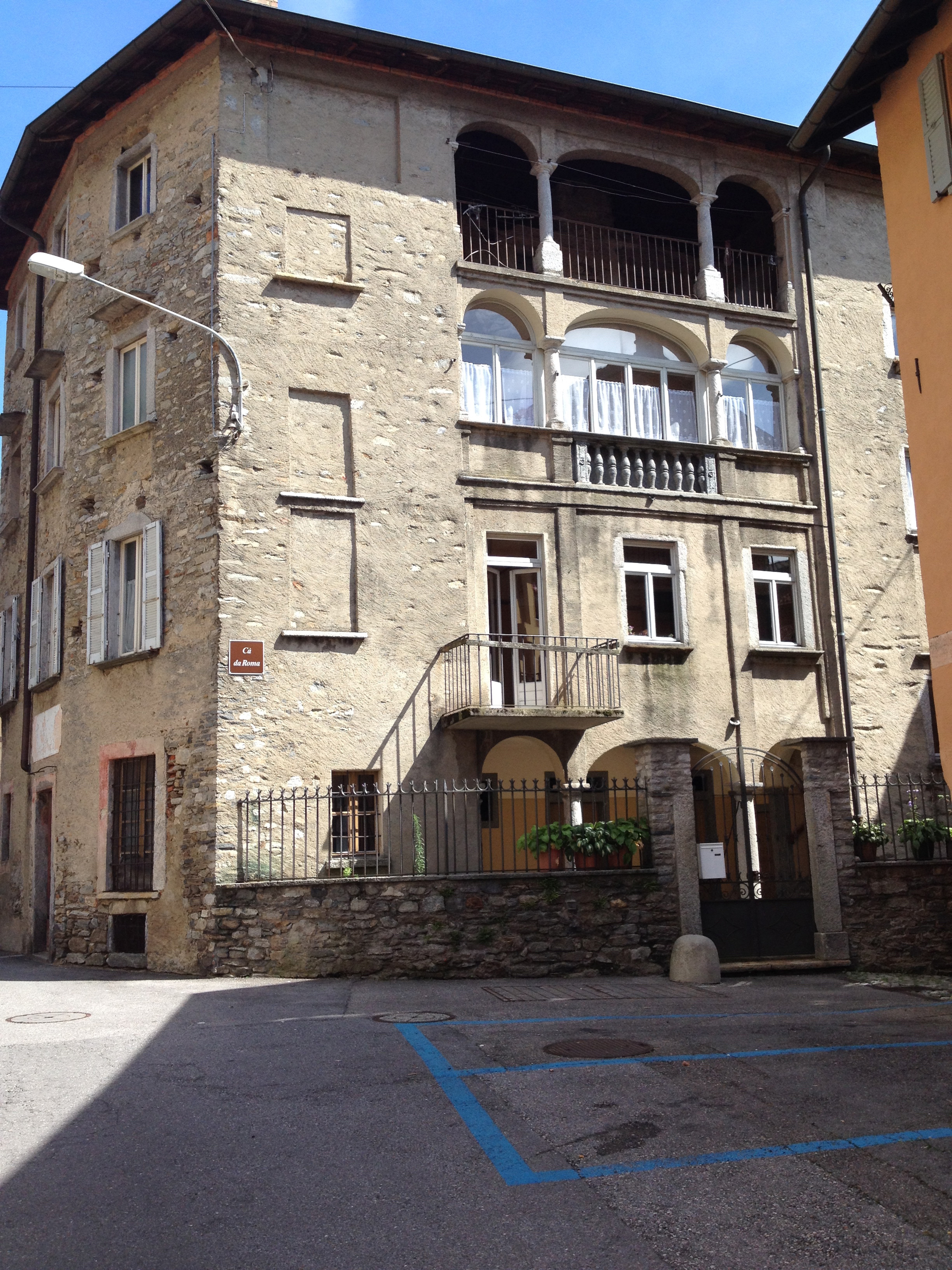
Das Wohnhaus Ca’ da Roma
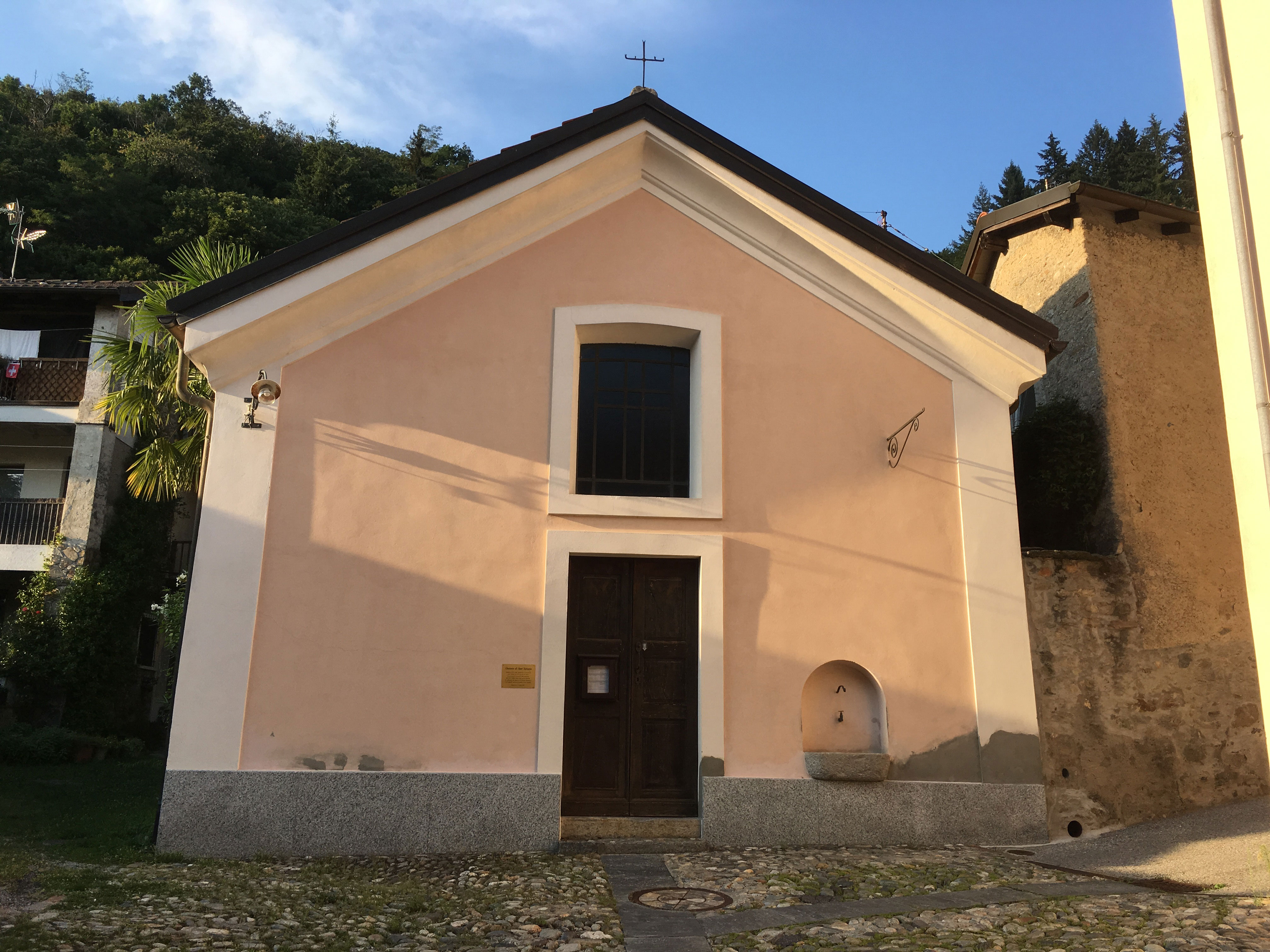
Oratorium Sant’Antonio Abate
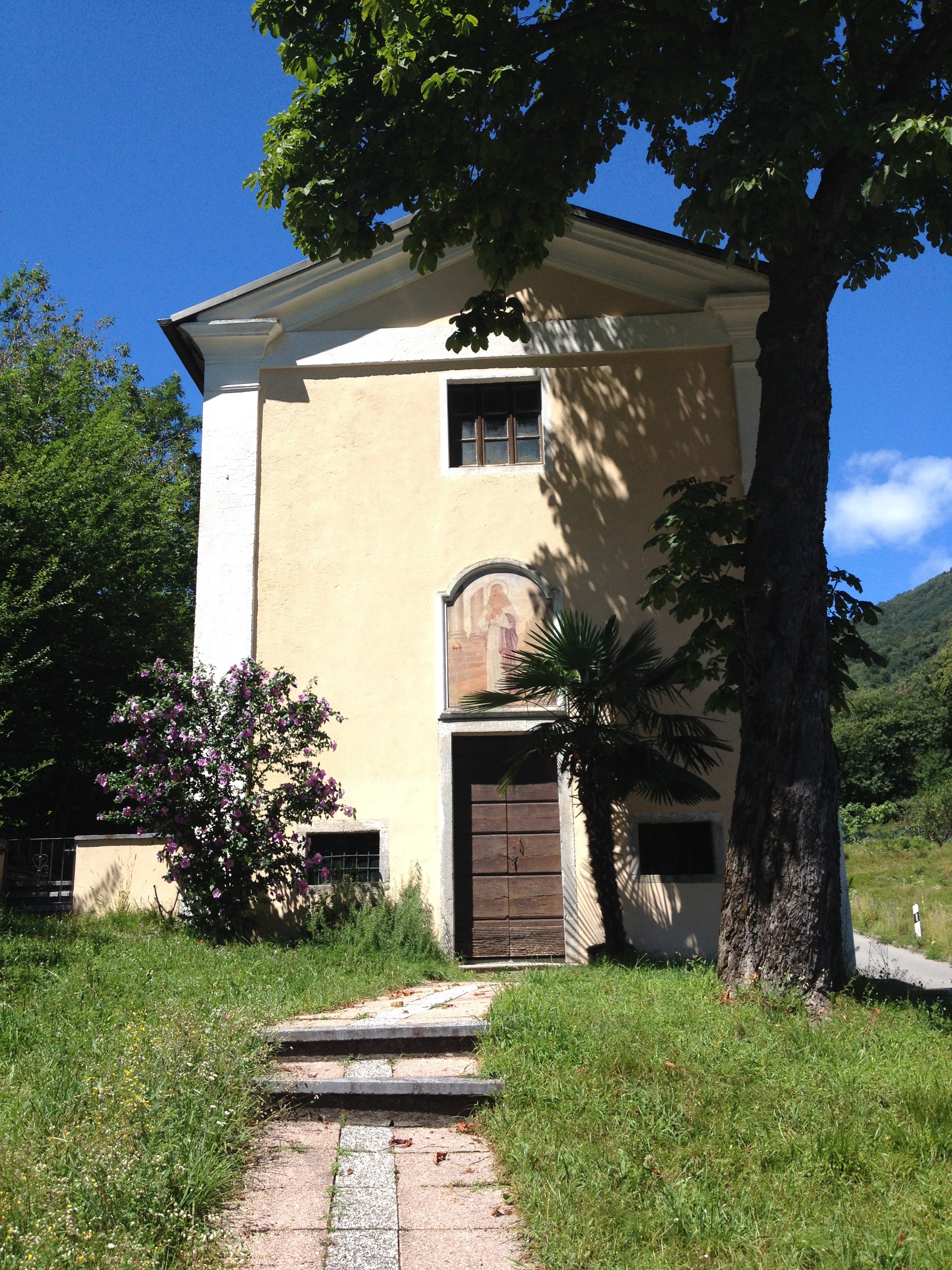
Die Kapelle Sant’Agata
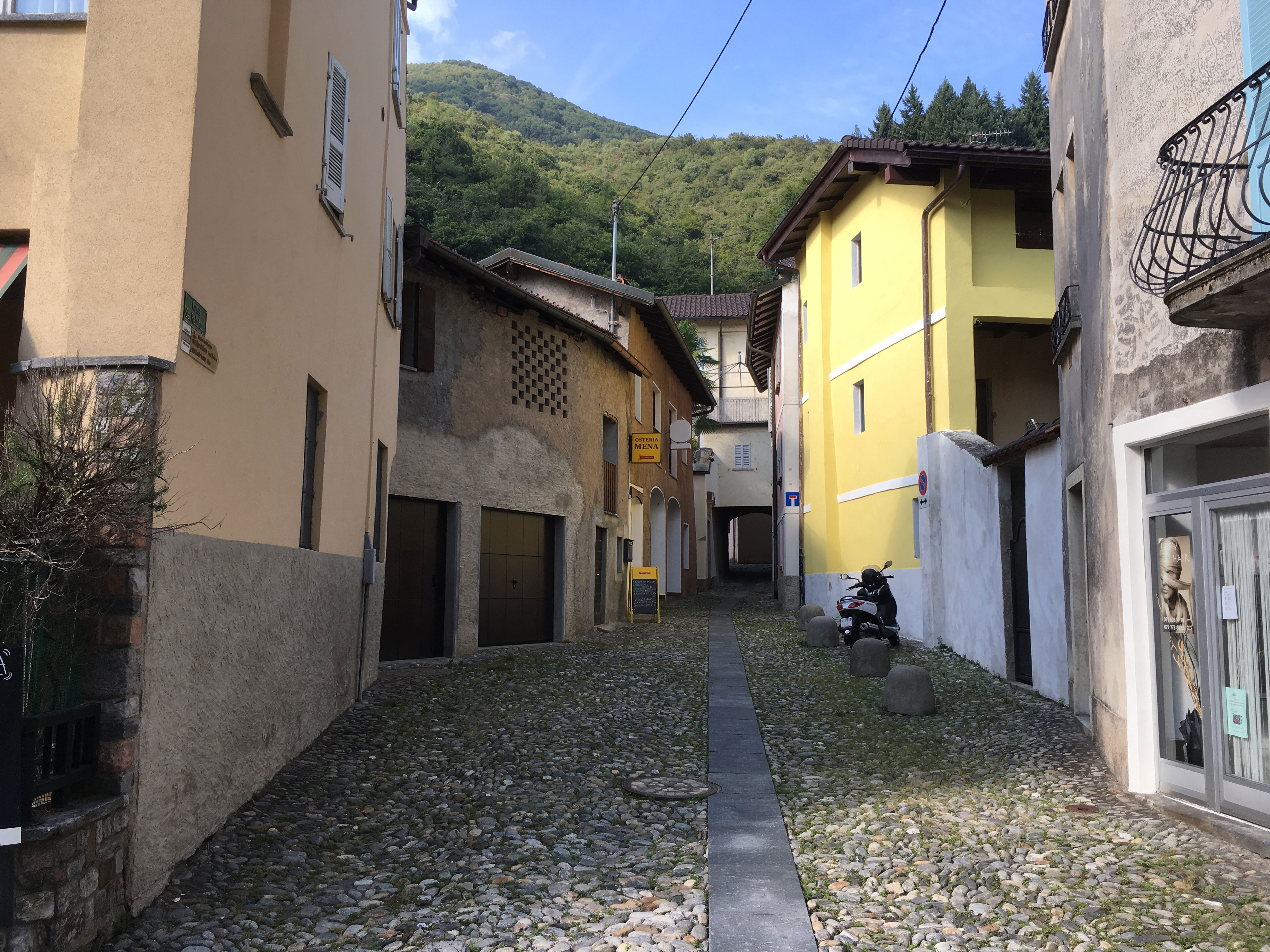
Piazza San Pietroburgo
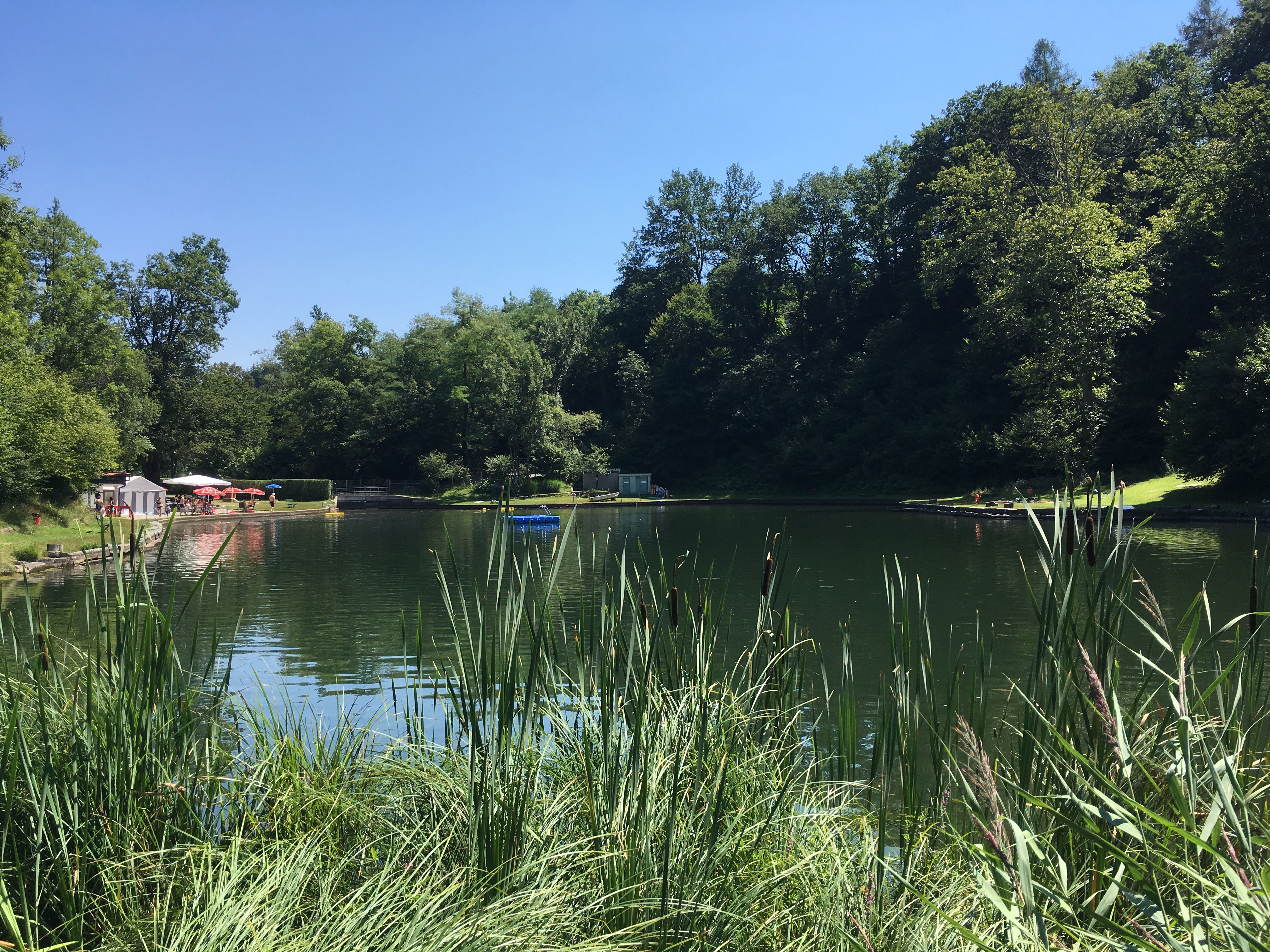
Der Laghetto
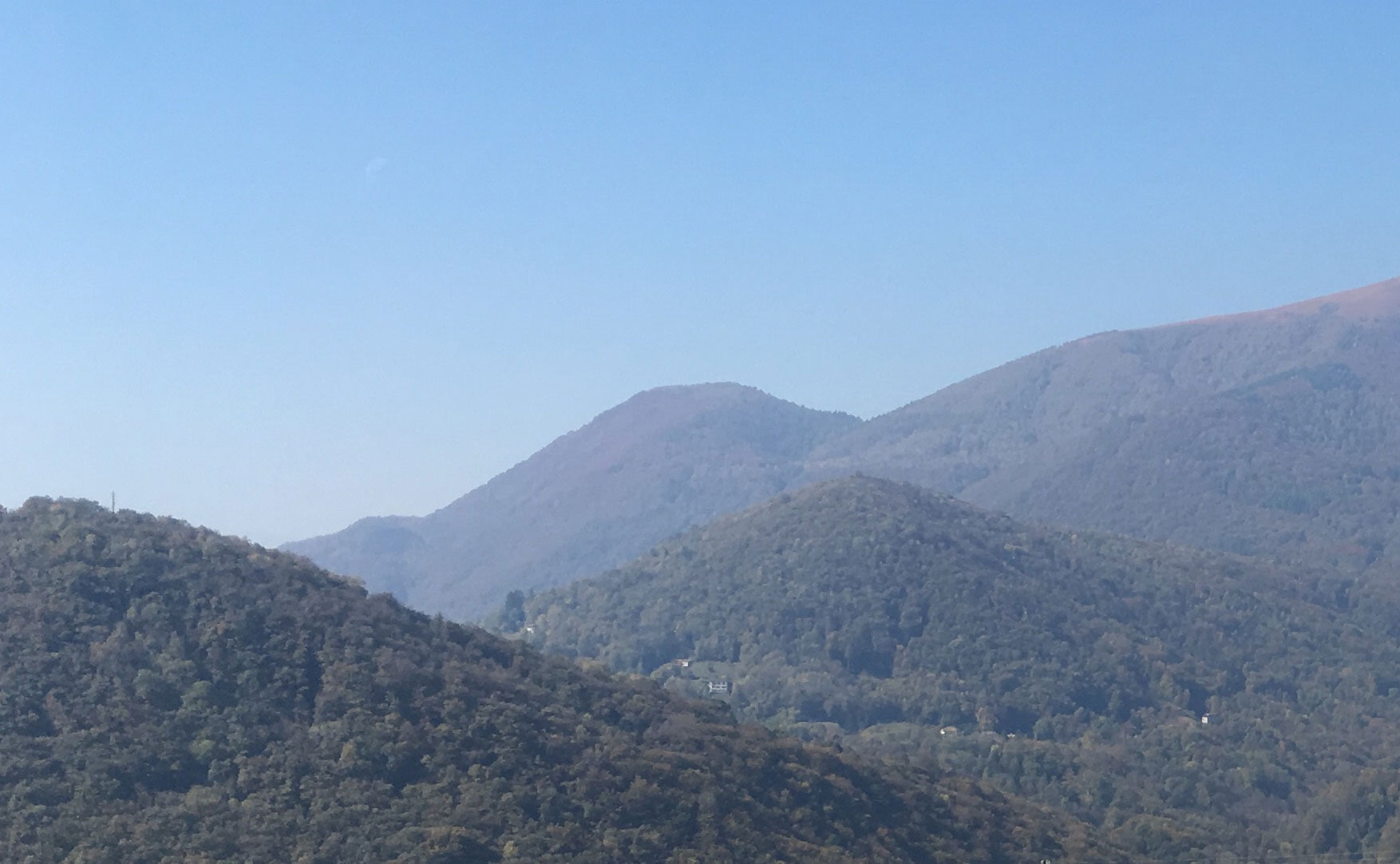
Monte Rogoria